# Gaimersheim
Gaimersheim é um município da Alemanha, no distrito de Eichstätt, na região administrativa de Oberbayern , estado de Baviera.

## Demografia
Evolução da população:
- 1970: 5.229
- 1980: 7.015
- 1987: 7.758
- 1990: 8.436
- 2000: 10.105
- 2005: 10.901
- 2007: 10.988